# Hệ nội tiết

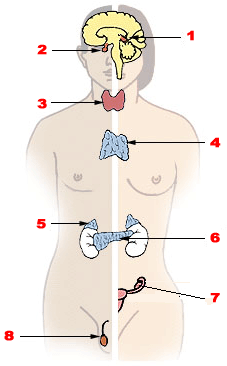
Hệ nội tiết: 1. Tuyến tùng (epiphysis), 2. Tuyến yên (hypophysis), 3. Tuyến giáp (thyroid), 4. Tuyến ức (thymus), 5. Tuyến thượng thận (adrenal gland), 6. Tuyến tụy (pancreas), 7. Buồng trứng (ovary), 8.Tinh hoàn (testis).

Hệ nội tiết (tiếng Anh: Endocrine system) là hệ thống các tuyến nội tiết (endocrine gland) có khả năng tiết hormone vào máu đến cơ quan đích để điều hòa hoạt động của chúng nhằm đáp ứng với biến đổi của môi trường trong và ngoài cơ thể (cân bằng nội môi), hay còn gọi là cơ chế thể dịch. Rối loạn hoạt động hệ nội tiết có thể gây ra bệnh lý, mà dẫn đầu là bệnh đái tháo đường (Diabetes Mellitus). Chuyên khoa Y học nghiên cứu về hoạt động của hệ nội tiết được gọi là Nội tiết học (Endocrinology). 

## Hormone

### Bản chất hóa sinh
Hormone là hợp chất sinh học có tác động truyền tín hiệu lên tế bào. Dựa vào bản chất hóa học, có thể tạm phân chia hormone thành ba nhóm chính: 
- Nhóm hormone có bản chất peptide như insulin, hormone tăng trưởng, prolactin, v.v. Phần lớn, hormone từ vùng hạ đồi, tuyến yên hay tuyến tụy nội tiết sẽ thuộc nhóm này.
- Nhóm hormone có bản chất steroid (dẫn xuất của cholesterol) như testosterone, estrogen, cortisol, v.v. Phần lớn, hormone từ tuyến sinh dục (tinh hoàn đối với nam giới, buồng trứng đối với phụ nữ), vỏ tuyến thượng thận (glucocorticoid (cortisol), mineralocorticoid (aldosterone), androgen).
- Nhóm hormone dẫn xuất từ amino acid gồm nhóm catecholamine (dẫn xuất của tyrosine gồm adrenaline (trong hệ y văn Anh và một số nước khác, trong đó có Việt Nam) hay epinephrine (trong y văn Mỹ), noradrenaline/norepinephrine, dopamine) chủ yếu từ tủy tuyến thượng thận, hormone giáp (thyroxine T4 hay triiodothreonine T3) tuy là dẫn xuất của tyrosine (một loại amino acid) nhưng lại có tính chất kỵ nước như nhóm hormone steroid và nhóm indolamine (tức dẫn xuất của tryptophan, gồm melatonin từ tuyến tùng).

Bản chất hóa sinh của hormone quyết định phương thức vận chuyển của chúng trong hệ tuần hoàn (hormone có bản chất steroid thường vận chuyển ở dạng kết hợp với protein huyết tương), vị trí thụ thể ở tế bào đích (hormone có bản chất peptide thường có thụ thể phân bố ở màng sinh chất của tế bào đích), thời gian đáp ứng (hormone nhóm catecholamine có thời gian đáp ứng nhanh hơn nhiều so với hormone nhóm steroid), v.v. Ngoài tham gia vào hoạt động nội tiết, một số hormone còn là tham gia vào cơ chế điều hòa thần kinh với vai trò chất dẫn truyền thần kinh (neurotransmitter) như nhóm catecholamine.

### Cơ chế tác động của hormone

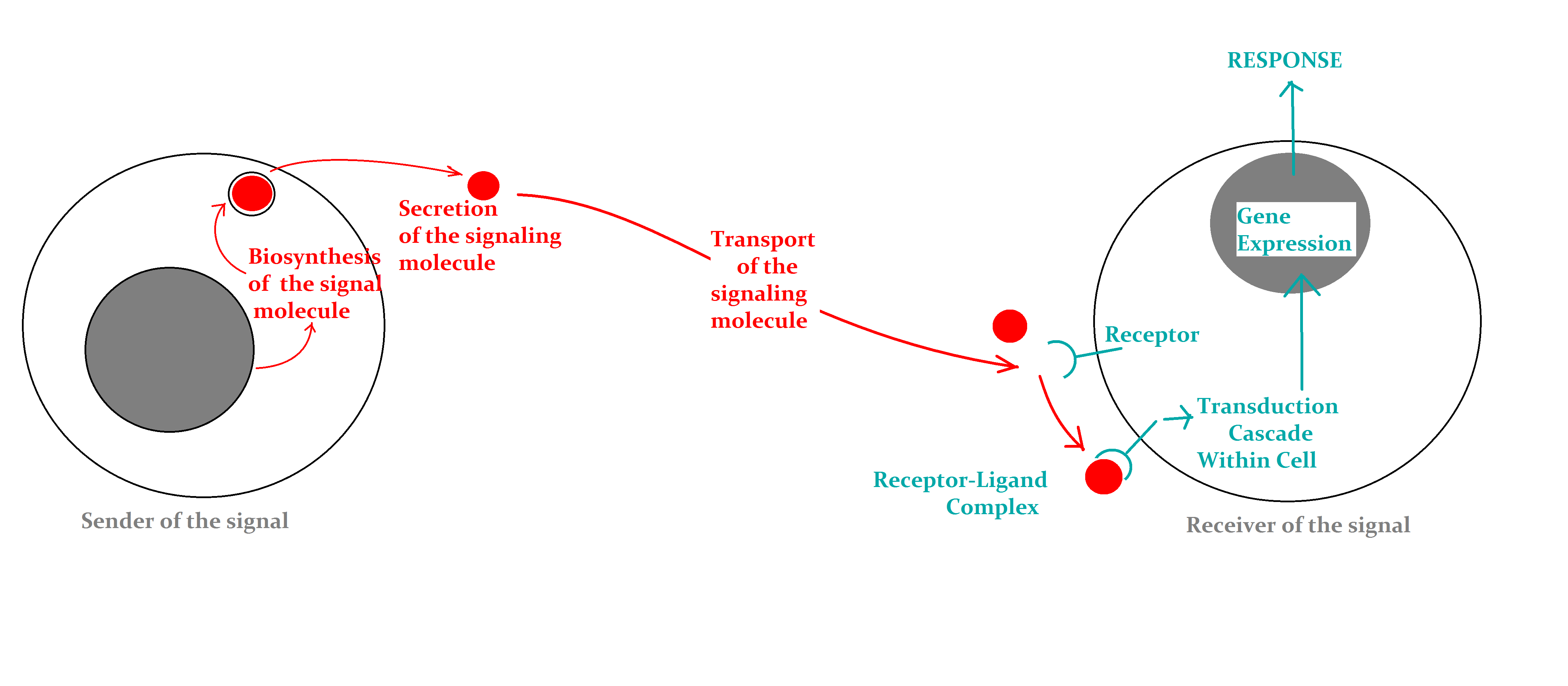
Hình ảnh minh họa cơ chế tác động của hormone

Hormone là những chất truyền tin (signal) trong cơ thể, chúng được tế bào tuyến nội tiết phóng thích vào máu, theo hệ tuần hoàn và đến gắn lên thụ thể đích (receptor) chỉ phân bố ở tế bào đích (do đó, mỗi hormone sẽ có phổ tế bào đích nhất định hay nói cách khác, hormone chỉ tác động lên những tế bào nào có thụ thể đặc hiệu (specific) của chúng), từ đó kích hoạt chuỗi truyền tín hiệu tế bào (cell signalling) và gây đáp ứng đặc hiệu.

#### Khoảng cách truyền tín hiệu
Khoảng cách từ tuyến nội tiết đến cơ quan đích khá đa dạng, đôi khi rất gần, ví dụ như tế bào G của tuyến vị trong dạ dày tiết gastrin và gastrin tác động lên tế bào thành (cũng nằm trong chính tuyến vị) gây tiết hydrochloric acid vào dạ dày, nhưng nhiều tình huống lại rất xa như hormone chống lợi niệu (ADH) tiết ra từ thùy sau tuyến yên theo máu đến thận để từ đó kích thích ống lượn xa, ống góp của nephron tăng cường tái hấp thu nước từ nước tiểu về lại máu. Dựa vào khoảng cách ấy, có thể phân chia hormone thành ba nhóm chính:
- Nhóm tự tiết (autocrine): hoạt chất do tế bào tiết ra sẽ quay lại hoạt hóa chính tế bào đó hoặc tế bào lân cận có cùng bản chất.
- Nhóm cận tiết (paracrine): hoạt chất do tế bào tiết ra sẽ hoạt hóa các tế bào lân cận như trường hợp gastrin.
- Nhóm nội tiết (endocrine): hoạt chất do tế bào tiết ra đến tế bào đích nằm ở xa tuyến nội tiết như trường hợp của hormone ADH, erythropoietin (chủ yếu từ nhu mô thận sẽ đến tủy xương, kích thích sản xuất hồng cầu), v.v.

#### Thụ thể của hormone

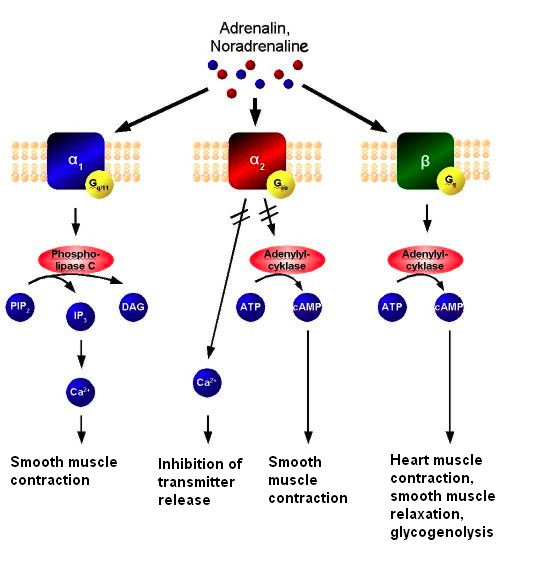
Các thụ thể của adrenaline là protein xuyên màng (integral protein) phân bố trên màng sinh chất

Như đã bàn ở trên, dựa vào bản chất sinh hóa có thể phân chia hormone thành ba nhóm: hormone nhóm peptide, hormone nhóm steroid và hormone nhóm amine. Bên cạnh đó, màng sinh chất của tế bào được cấu tạo bởi lớp phospholipid kép (bilayer), có tính kỵ nước. Do tính kỵ nước và sắp xếp chặt chẽ này, mà chỉ có hormone có kích thước nhỏ và tính chất kỵ nước như steroid hormone mới có thể khuếch tán trực tiếp qua màng sinh chất mà đi vào trong tế bào chất. Còn hormone có kích thước lớn hay có tính ưa nước thì không thể khuếch tán qua màng sinh chất được (như nhóm peptide), do đó, thụ thể của các loại hormone mang tính chất này phải nằm trên màng sinh chất để hormone có thể gắn vào và khởi phát tín hiệu. Trong đó, hormone có thể xuyên qua màng sinh chất có thể gắn với thụ thể nằm trong tế bào chất hoặc nhân để khởi phát con đường tín hiệu tế bào. Tóm lại, vị trí của thụ thể đặc hiệu cho hormone peptide hay nhóm catecholamine phân bố ở bề mặt tế bào và vị trí thụ thể của hormone steroid nằm trong tế bào (chủ yếu trong nhân).

## Tuyến nội tiết

### Điều hòa hoạt động tuyến nội tiết

#### Điều hòa ngược
Điều hòa ngược (Feedback effect) là cơ chế điều hòa tiết hormone chủ đạo trong cơ thể, mà phần lớn là điều hòa ngược âm tính (Negative feedback). Điều hòa ngược âm tính nghĩa là nồng độ hormone tỷ lệ nghịch với hoạt động tiết hormone ấy hoặc hormone điều hòa hoạt động phóng thích hormone đó. Ví dụ như hormone giáp (thyroxine, triiiodothreonine) được tiết ra nhờ vào tác dụng kích thích của hormone TSH (thyroid-stimulating hormone hay thyrotropin) từ thùy trước tuyến yên, nếu nồng độ hormone giáp cao thì ức chế tuyến yên tiết TSH gây giảm nồng độ TSH, từ đó giảm kích thích tuyến giáp giải phóng hormone giáp làm nồng độ hormone giáp giảm trong khi đó, nồng độ hormone giáp thấp thì tuyến yên tăng cường tiết TSH để từ đó TSH kích thích tuyến giáp tăng giải phóng hormone giáp vào máu. Chính cơ chế điều hòa ngược âm tính giữ nồng độ hormone ở mức tối ưu, tùy vào điều kiện cụ thể của môi trường trong và ngoài cơ thể.

#### Trục hạ đồi - tuyến yên - tuyến đích
Trục hạ đồi - tuyến yên - tuyến đích (Hypothalamus - Pituitary - Target axis) là một trong những cơ chế điều hòa hormone phổ biến nhất, gặp trong điều hòa hormone giáp, cortisol hay hormone sinh dục.

## Các bệnh nội tiết
- Suy thượng thận
- Suy tuyến giáp
- Suy tuyến yên
- Đái tháo đường
- Cường Giáp